# خطوط لوله گاز ایران به ارمنستان

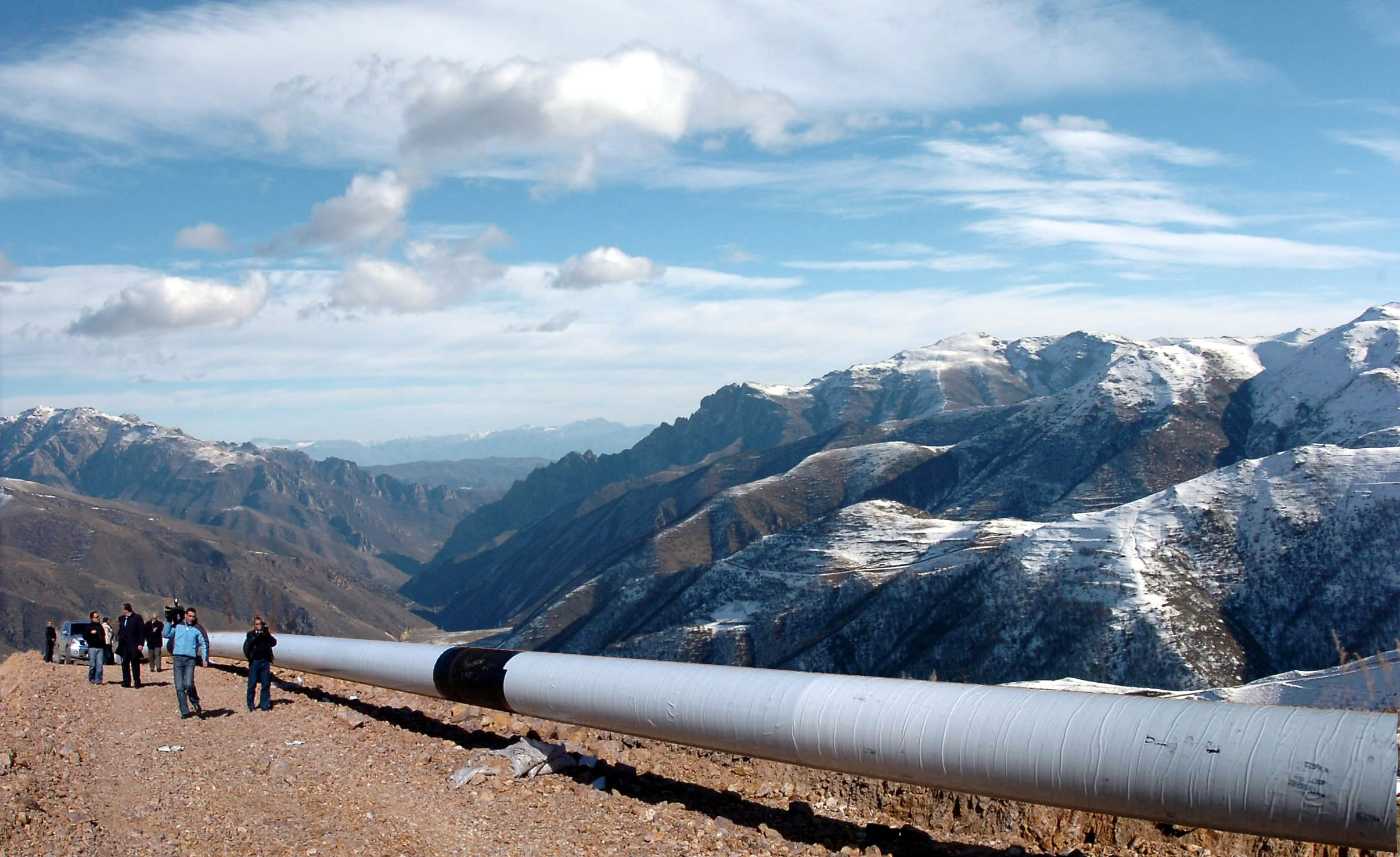
خطوط لوله گاز ایران به ارمنستان

قرارداد مربوط به واردات گاز طبیعی در سال ۱۹۹۲ میلادی بین جمهوری اسلامی ایران و جمهوری ارمنستان امضاء شد ولی بنا به دلایل مختلف، دوطرف نمی‌توانستند در راستای تحقق این طرح گام بردارند. بخش اول خط لوله گاز صادراتی ایران به ارمنستان در روز دوشنبه ۱۹ مارس ۲۰۰۷ میلادی (۲۸ اسفند ۱۳۸۵) با حضور محمود احمدی‌نژاد و روبرت کوچاریان روسای جمهور دو کشور انجام شد.
اجرای این پروژه در ارمنستان بین ۹۰ تا ۱۰۰ میلیون دلار و در ایران ۱۲۰ میلیون دلار هزینه دارد. در مرحله اول ایران سالانه ۴۰۰ میلیون متر مکعب گاز به ارمنستان صادر می‌کند و پس از تکمیل این خط لوله ۱۴۰ کیلومتری حجم صادرات گاز ایران به ۲/۳ میلیارد متر مکعب در سال رسید.

## گاهشمار
| تاریخ خورشیدی    | تاریخ میلادی | رویداد |
| ---------------- | ------------ | --- |
| اردیبهشت ۱۳۸۳    | ۲۰۰۴         | ایران و ارمنستان یک قرارداد تهاتر گاز و برق امضا کردند، مدت این قرارداد ۲۰ ساله است.                                                                                                |
| ۲۸ اسفند ۱۳۸۵    | ۱۹ مارس ۲۰۰۷ | فاز اول و ۴۲ کیلومتری خط لوله در ارمنستان از مرز ایران به شهر کاجاران در جنوب شرقی ارمنستان توسط روسای جمهور دوکشور همسایه به‌بهره‌برداری رسید                                        |
| ۲۳ اردیبهشت ۱۳۸۸ | اواسط ۲۰۰۹   | صادرات گاز ایران به ارمنستان در مرز نوردوز آغاز شد. برای انتقال گاز ایران به ارمنستان خط انتقالی به قطر ۳۰ اینچ و به طول ۱۱۳ کیلومتر (حد فاصل تبریز تا مرز ارمنستان) احداث شده است. |